# ヴァージニア・ウルフなんかこわくない
『ヴァージニア・ウルフなんかこわくない』（Who's Afraid of Virginia Woolf?）は、エドワード・オールビーの戯曲・三幕。

## 概要
1962年ブロードウェイにて初演。二組の夫婦のあいだの次第にエスカレートする罵り合いを通して夫婦の偽善的な関係が暴きだされていくさまを描いた作品で、20世紀アメリカ演劇の代表的な作品のひとつである。1963年度トニー賞演劇部門を受賞。同年のピュリッツァー賞戯曲部門にも推薦されていたが、保守的な評議委員会が台詞の汚さを問題視して専門委員会の推薦を覆したため、この年の戯曲部門は該当作なしとなった。また1966年にはブロードウェイで本作の舞台演出も手がけたマイク・ニコルズによって映画化され、同年のアカデミー賞にて主演女優賞（エリザベス・テイラー）など五部門を獲得している。
表題はディズニーのアニメ『三匹の子ぶた』の劇中歌「狼なんかこわくない」（Who's Afraid of the Big Bad Wolf?）の狼（Big Bad Wolf）を英国の小説家ヴァージニア・ウルフに置き換えたもので、劇中に駄洒落として登場し、節をつけて歌われるシーンがある。ただしディズニーの許諾を得ることが難しいため、実際の上演では韻律が合うマザーグース「桑の木の周りを回ろう」(Here We Go Round the Mulberry Bush）の節回しで歌われることが多い。

## あらすじ
舞台はニュー・イングランドの大学構内にある住宅である。真夜中2時に、中年の歴史学者ジョージ（46歳）とその年上の妻マーサ（52歳）が帰宅する。二人は大学の学長であるマーサの父が開いたパーティからの帰りである。浮かれてはしゃいでいるマーサとそれをたしなめようとするジョージとの間で、ならいとなっているらしい夫婦喧嘩が始まりかかると、そこに若い生物学者ニック（30歳）とその妻ハネー（26歳）が訪ねてくる。彼らはパーティでマーサから招かれて来たのである。
ジョージとマーサははじめ二人の仲の悪さをごまかしながら若い二人をもてなそうとするが、あてこすりのやりあいから、やがて客を巻き込んだ罵り合いと発展していく。マーサは夫が大学長の娘である自分と結婚しながら、大学教員として十分な実績をあげられずにいることを客の前で暴き、ジョージも妻の恋愛歴と結婚生活への幻滅をあけすけに語る。のみならず、ジョージは将来有望なニックへの嫉妬から、こっそり打ち明けられた彼の妻ハネーの想像妊娠の顛末をしゃべる。さらにハネーが酔いで正体を失い、ジョージが知らん振りをしている間に、マーサはニックを誘惑し、ニックもその誘惑に乗って二人きりで階上に行ってしまう。
戻ってきたマーサたちに対して、ジョージは復讐として、子供のいない自分たちの間の秘密であった「想像上の息子」を殺してしまったことを告げる。最後にニックとハネーは帰っていき、夜明けの中、ジョージとマーサのごく静かな会話によって幕となる。

## 日本語訳
- 『エドワード・オールビー　動物園物語　ヴァージニア・ウルフなんかこわくない』
鳴海四郎訳、早川書房「ハヤカワ演劇文庫」、2006年

## 海外での公演
1962年、ブロードウェイで初演。
2004年、オルビー自身が改訂を加え、キャスリン・ターナー主演でブロードウェイでリバイバル上演される。2006年、同キャストでロンドン・ウェストエンドでも上演。

## 日本での公演
『ヴァージニア・ウルフなんかこわくない?』のタイトルで舞台化。
公演期間
2006年6月5日-30日（Bunkamura シアターコクーン）
スタッフ
作＝エドワード・オルビー
演出＝ケラリーノ・サンドロヴィッチ
翻訳＝徐賀世子
企画･製作＝シス・カンパニー
出演者
マーサ - 大竹しのぶ
ニック - 稲垣吾郎
ハネー - ともさかりえ
ジョージ - 段田安則

## 映画
1966年のアメリカ映画。日本語版タイトルは『バージニア・ウルフなんかこわくない』。本作が映画初監督となるマイク・ニコルズは原作のブロードウェイでの舞台演出を手がけている。

### キャスト
| 役名     | 俳優                 | 日本語吹替                                          |
| 役名     | 俳優                 | テレビ朝日版                                        |
| -------- | -------------------- | --------------------------------------------------- |
| マーサ   | エリザベス・テイラー | 新橋耐子                                            |
| ジョージ | リチャード・バートン | 阪脩                                                |
| ニック   | ジョージ・シーガル   | 池田秀一                                            |
| ハニー   | サンディ・デニス     | 鵜飼るみ子                                          |
|          |                      |                                                     |
| 演出     | 演出                 | 蕨南勝之                                            |
| 翻訳     | 翻訳                 | 額田やえ子                                          |
| 効果     | 効果                 | PAG                                                 |
| 調整     | 調整                 | 山田太平                                            |
| 制作     | 制作                 | 千代田プロダクション                                |
| 解説     | 解説                 | 飯干恵子                                            |
| 初回放送 | 初回放送             | 1986年2月15日 『ウィークエンドシアター』24:10-26:30 |

### 受賞・ノミネーション
- 第39回アカデミー賞の以下の部門でノミネートされ、このうち、主演女優賞、助演女優賞、撮影賞（白黒）、美術賞（白黒）、衣裳デザイン賞（白黒）を受賞した。エリザベス・テイラーにとっては『バターフィールド8』（1960年）に続く2度目のアカデミー主演女優賞である。
  - 作品賞
  - 監督賞（マイク・ニコルズ）
  - 主演男優賞（リチャード・バートン）
  - 主演女優賞（エリザベス・テイラー）
  - 助演男優賞（ジョージ・シーガル）
  - 助演女優賞（サンディ・デニス）
  - 脚色賞（アーネスト・レーマン）
  - 撮影賞（白黒）（ハスケル・ウェクスラー）
  - 編集賞（サム・オスティーン）
  - 美術賞（白黒）（リチャード・シルバート、ジョージ・ジェイムズ・ホプキンス）
  - 衣裳デザイン賞（白黒）（イレーネ・シャラフ）
  - 作曲賞（アレックス・ノース）
  - 録音賞（ジョージ・グローヴス）

- 第24回ゴールデングローブ賞の以下の部門でノミネートされたが、いずれも受賞には至らなかった。
  - 主演男優賞 (ドラマ部門)（リチャード・バートン）
  - 主演女優賞 (ドラマ部門)（エリザベス・テイラー）
  - 監督賞（マイク・ニコルズ）
  - 脚本賞（アーネスト・レーマン）

- 第20回英国アカデミー賞の以下の部門でノミネートされ、最優秀賞を受賞した。
  - 作品賞
  - 英国男優賞（リチャード・バートン）
  - 英国女優賞（エリザベス・テイラー）

## 備考
- 柄谷行人は『反文学論』という時評集の中で、この作品（戯曲を読んだのか、芝居を観たのか、映画を観たのかは明らかではない）に出会ったときのことを述懐している。いわく「タマネギの皮をむくように現実の表層を剥ぎ取っていったら何も残らなかった。それでも元気を出せ、とオールビーは歌った。それは身に染み入るような感じだった」。